# عمر رقیق
عمر رقیق (عربی: عمر رقيق؛ زادهٔ ۲۰ دسامبر ۲۰۰۱) بازیکن فوتبال اهل هلند-تونس است.
از باشگاه‌هایی که در آن بازی کرده‌است می‌توان به باشگاه فوتبال آرسنال و باشگاه فوتبال اسپارتا روتردام اشاره کرد.
وی همچنین در تیم‌های ملی فوتبال زیر ۱۹ سال هلند و تونس بازی کرده‌است.